# Gedikoğluçiftliği, Kütahya
Gedikoğluçiftliği là một xã thuộc thành phố Kütahya, tỉnh Kütahya, Thổ Nhĩ Kỳ. Dân số thời điểm năm 2008 là 34 người.